# Make You Feel My Love
«Make You Feel My Love» — пісня американського рок-співака Боба Ділана для його альбому Time Out of Mind (1997).

## Версія Адель
«Make You Feel My Love» — четвертий сингл дебютного студійного альбому британської соул-співачки Адель — «19». Сингл вийшов 27 жовтня 2008.

### Список композицій
Цифрове завантаження. Версія 1
1. "Make You Feel My Love" – 3:32

Цифрове завантаження. Версія 1
1. "Make You Feel My Love" – 3:32
2. "Make You Feel My Love" (video) – 3:32

CD-сингл
1. "Make You Feel My Love" – 3:32
2. "Painting Pictures" – 3:33

Версія із альбому «19»
1. "Make You Feel My Love" – 3:32

Версія із розширеного альбому «19»
1. "Make You Feel My Love" (live at Hotel Cafe) – 3:52

Live-версія із альбому «Chimes of Freedom»
1. "Make You Feel My Love" (recorded live at WXPN) – 4:04

Live-версія із альбому «Live at the Royal Albert Hall»
1. "Make You Feel My Love" (Live) – 3:48

### Чарти
Тижневі чарти
| Чарт (2008-2015)                                                        | Позиція |
| ----------------------------------------------------------------------- | ------- |
| Бельгія (Фландрія) (Ultratop)                                           | 17      |
| Канада (Canadian Hot 100) (Billboard)                                   | 43      |
| Європейський Союз (Eurochart Hot 100 Singles) (Billboard/Music & Media) | 17      |
| Ірландія (IRMA)                                                         | 5       |
| Нідерланди (Dutch Top 40) (MegaCharts)                                  | 3       |
| Нідерланди (Single Top 100) (MegaCharts)                                | 1       |
| Шотландія (Official Charts Company)                                     | 4       |
| Швеція (Sverigetopplistan)                                              | 44      |
| Велика Британія (UK Singles Chart) (Official Charts Company)            | 4       |
| Велика Британія (Indie Singles Chart) (Official Charts Company)         | 1       |

### Сертифікація та продажі
| Країна                | Сертифікат (таблиця продажів та сертифікатів) | Продажі    |
| --------------------- | --------------------------------------------- | ---------- |
| Бельгія (BEA)         | Золото                                        | +15,000    |
| Канада (Music Canada) | 2× Платина                                    | +160,000   |
| Італія (FIMI)         | Золото                                        | +10,000    |
| Велика Британія (BPI) | 2× Платина                                    | +1,200,000 |
| США (RIAA)            | Золото                                        | +500,000   |